# خاوتوم
گوتوم (به هلندی: Goutum) یک منطقهٔ مسکونی در هلند است که در Leeuwarden واقع شده‌است. گوتوم ۲٬۹۴۵ نفر جمعیت دارد.